# Przełęcz nad Wrotami
Przełęcz nad Wrotami (słow. Sedlo nad Chałubińského bránou, niem. Chałubiński-Sattel, węg. Felső-Chałubiński-kapu) – położona na wysokości około 2055 m przełęcz w grani głównej Tatr pomiędzy Turniczką Chałubińskiego (ok. 2065 m) a Ciemnosmreczyńską Turnią (2142 m). Jeszcze do niedawna była opisywana jako przełęcz dwusiodłowa (Wyżnia i Niżnia Przełęcz nad Wrotami). W 2001 r. Władysław Cywiński w 8 tomie szczegółowego przewodnika Tatry nadał siodłu wschodniemu nazwę Szczerbina nad Wrotami i od tego czasu Przełęcz nad Wrotami jest jednosiodłowa.
Na południe, do Doliny Ciemnosmreczyńskiej z przełęczy opada żleb. Na północną stronę, do Doliny za Mnichem trawiasto-skalista ściana.
Pierwszego wejścia na przełęcz od strony Doliny za Mnichem dokonał Jan Alfred Szczepański 20 lipca 1936 r., zimą powtórzyli to Tadeusz Orłowski i Maciej Zajączkowski 24 marca 1937 r. Wcześniej przełęcz była odwiedzana przy przechodzeniu grani.

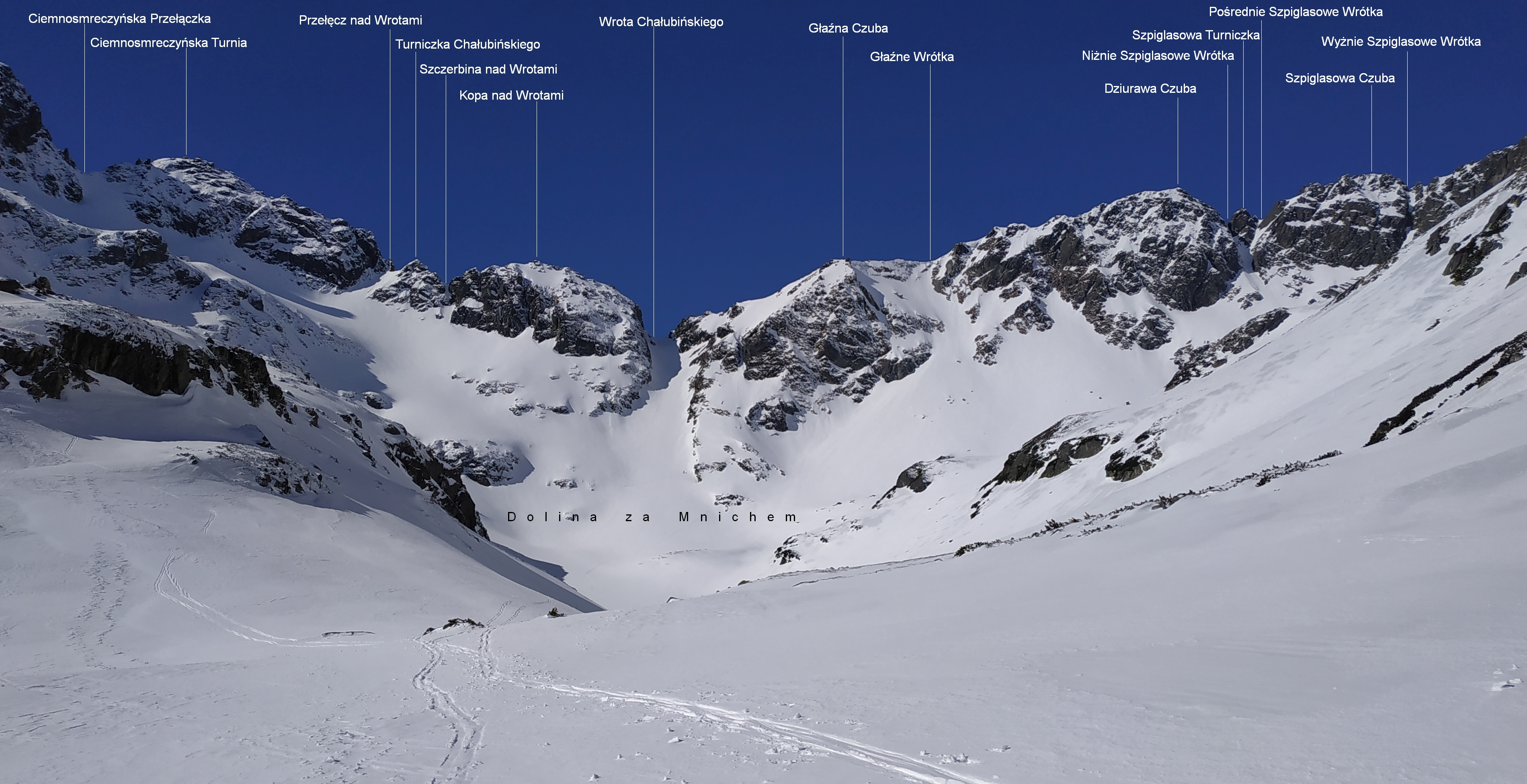
Widok z północnego wschodu